# Вијећница у Новом Граду
Зграда старе Вијећнице једно је од најрепрезентативнијих здања у Новом Граду. Посебно се истиче значај њене фасадне декорације која је резултат историцистичког еклектичког приступа. Након Другог свјетског рата објекат је доживио више измјена, од којих најгрубље нарушавање аутентичности представља изградња анекса на јужној страни. 
Вијећница се налази се на самој обали ријеке Уне, поред моста који је уједно гранични прелаз са Републиком Хрватском.

## Историјат
Вијећница је изграђена 1888. године и један је од објеката који су у Новом Граду изграђени након аустроугарске окупације Босне и Херцеговине. Објекат је првобитно био у функцији општинске вијећнице, али је послије Другог свјетског рата претворен у Завичајни музеј.
Зграда је 1985. године регистрована као споменик културе и била је под заштитом прописаном Законом о заштити културно-историјског и природног насљеђа Босне и Херцеговине («Сл. лист СРБиХ» број 20 /85, а 2006. године је проглашена националним спомеником у БиХ.

## Реконструкција
Зграда је оштећена посебно у земљотресима 1969. и 1981. године. За санацију неких дијелова аутентичне зграде је коришћен бетон. У септембру 1995. године зграда Вијећнице је претрпјела више директних погодака гранатама. Том приликом се срушио један унутрашњи зид, а на осталим зидовима су настале велике пукотине и деформације. Кровна конструкција је попуцала, столарија врата и прозора је уништена, а дио балкона је отпао.
У 2007. години урађен је пројектни задатак за санацију Вијећнице а 2009. године општина је добила одобрење за радове. Реконструкција је извршена уз помоћ Европке комисије и Владе Републике Српске, а финални радови су завршени 2013. године.